# Запорожие
Запоро́жие (украински: Запоріжжя) е град в Украйна, административен център на Запорожка област. Той е седмият по численост на населението град в страната, към 1 януари 2022 г. има 710 052 жители.

## География
Разположен е на река Днепър.

## История
При бившето село Вознесенка, днес част от града, е разкрит археологически комплекс се неизяснено предназначение, като някои хипотези го свързват с прабългарите и дори се допуска, че това може да погребално съоръжение на владетеля Аспарух.
През 1770 г. тук е заложена Александровската крепост – форпост в руско-турските войни. Тя прераства към 1806 г. в град Александровск – център на уезд (околия) в Екатеринославска губерния. Градчето е изградено срещу остров Хортица на Днепър – някога главно място на казашката Запорожка сеч.
Важна роля за развитието на града оказва строителството на железопътна линия от центъра на Русия за Крим, както и удобното географско разположение на пристан на няколко прага по-долу по реката. Градът става важен транспортен възел на Нова Русия, в който започва да се развива промишленост. През 1921 г. е преименуван на Запорожие.

## Население

### Етнически състав
Численост и дял на етническите групи според преброяването на населението през 2001 г.:
| Етническа група             | Численост | Дял (в %) |
| Общо                        | 810 620   | 100,00    |
| Украинци                    | 572 658   | 70,64     |
| Руснаци                     | 206 963   | 25,53     |
| Беларуси                    | 5 555     | 0,68      |
| Българи                     | 3 629     | 0,44      |
| Евреи                       | 3 444     | 0,42      |
| Грузинци                    | 3 112     | 0,38      |
| Арменци                     | 3 078     | 0,37      |
| Татари                      | 2 163     | 0,26      |
| Други и несамоопределили се | 10 018    | 1,23      |

### Езици
Численост и дял на населението по роден език, според преброяването на населението през 2001 г.:
| Роден език             | Численост | Дял (в %) |
| Общо                   | 810 620   | 100,00    |
| Руски                  | 460 653   | 56,82     |
| Украински              | 337 537   | 41,63     |
| Арменски               | 1 666     | 0,20      |
| Беларуски              | 776       | 0,09      |
| Цигански               | 720       | 0,08      |
| Български              | 476       | 0,05      |
| Молдовски              | 207       | 0,02      |
| Иврит                  | 86        | 0,01      |
| Други или неопределени | 8 499     | 1,04      |

## Икономика
Повратен момент става строителството на ВЕЦ „ДнепроГЕС“, започнало от 1927 г. Първата част на ВЕЦ-а е пусната на 10 октомври 1932 г. Под водата остават речните прагове и започва безпрагово корабоплаване по Днепър.
Развива се черна и цветна металургия. Към 1937 г. в града и региона се произвежда 60% от алуминия, 60% от феросплавите, 100% от магнезия, 20% от стоманения прокат в СССР. Градът е известен и с автомобилостроенето си в Запорожкия автомобилен завод, произвеждал леките коли „Запорожец“ и „Таврия“.